# جوزف شیردل
محمد جوزف شیردل (انگلیسی: Josef Shirdel؛ زادهٔ ۳ آوریل ۱۹۹۳) بازیکن فوتبال اهل آلمان است.
از باشگاه‌هایی که او در آن بازی کرده‌است می‌توان به تیم ملی فوتبال افغانستان، و باشگاه فوتبال هامبورگ، اشاره کرد.